# Jos Hoevenaars
Jos Hoevenaars (Antwerpen, 30 november 1932 – Wilrijk, 14 juni 1995) was een Belgisch wielrenner. 

## Carrière
Hoevenaars was een typische ronderenner. Hij startte zeven keer in de Tour en was daarbij behoorlijk succesvol. In 1958 en 1959 droeg Hoevenaars in totaal vier dagen de gele trui. In 1958 debuteerde hij in de Tour met een knappe tiende plaats in het eindklassement. Deze Tour was zeer goed begonnen voor Hoevenaars, die in de eerste rit van Brussel naar Gent de Fransman André Darrigade voor moest laten gaan. De volgende dag revancheerde Hoevenaars zich in de etappe naar Duinkerken. De Nederlander Gerrit Voorting won weliswaar de sprint van de kopgroep, maar de voorsprong van de vluchters was ruimschoots voldoende om Hoevenaars in de gele trui te hullen. Het feest duurde maar één dag, want in de derde rit verspeelde hij de leiderstrui aan Wim van Est. 
In 1959 droeg Hoevenaars opnieuw de gele trui. Hij veroverde het leiderstricot in de 13e etappe van Albi naar Aurillac. Drie dagen droeg hij trots de “maillot jaune”, die hij pas in de 16e etappe verspeelde aan zijn landgenoot Eddy Pauwels. De volgende dag veroverde de Spanjaard Federico Bahamontes de leiding en hij won vervolgens als eerste Spanjaard de Tour de France. Met een achtste plaats in de eindstand verbeterde Hoevenaars zijn prestatie van het voorgaande jaar. 
In 1960 verscheen Hoevenaars uitgeblust aan de start van de Tour, nadat hij in de Giro lange tijd de roze trui had gedragen. Daarvoor betaalde hij in de Tour de tol, waardoor hij dat jaar de finish in Parijs niet haalde. In 1961 was hij met een elfde plaats weer succesvol in de Franse Ronde. In 1962 eindigde Hoevenaars als 18e en een jaar later als 23e. In 1964 kwam hij voor de laatste keer aan de start, maar er was geen succes meer voor de Antwerpenaar weggelegd in de Tour de France. 
Hoevenaars had het fietsen van geen vreemde, want zijn vader Rik was in 1925 wereldkampioen geworden bij de amateurs. Vier jaar reed Hoevenaars in de Rode Garde van Rik van Looy. In die tijd won hij Rome-Napels-Rome (1958) en de Waalse Pijl (1959). Hij had zich opgewerkt tot een halve kopman, maar kreeg daarvoor niet de bijbehorende honorering. Toen Hoevenaars eind 1959 opslag vroeg, werd hem dat prompt geweigerd. Bij het Italiaanse Ghigi kreeg de Belg echter genoegdoening. Hij werd er als een vorst binnengehaald en verdiende er vier keer zoveel als bij Faema. Voor Ghigi hoefde Hoevenaars maar vijf koersen te rijden, waaronder de Giro. Verder mocht hij zijn gang gaan en daarom tekende hij voor de rest van het seizoen nog eens een contract bij Flandria-Wiels en dat leverde hem nog eens drie keer zoveel op als bij Faema. Hij droeg in 1960 tien dagen de roze trui in de Ronde van Italië en daardoor werd hij door de Italianen op handen gedragen. In het eindklassement van de Ronde van Italië bezette Hoevenaars dat jaar de vijfde plaats. 
Andere hoogtepunten uit de loopbaan van Hoevenaars waren de derde plaats bij het WK in 1962, zijn overwinning in de Scheldeprijs (1964) en ereplaatsen in verschillende klassiekers en etappekoersen. Zo werd hij 2e in Gent-Wevelgem (1959), 3e in de Ronde van Lombardije (1964), 3e in de Ronde van Romandië (1960) en 3e in Bordeaux-Parijs (1958). Hoevenaars was twaalf jaar beroepsrenner en won in die periode 25 koersen.
Na zijn carrière opende Hoevenaars in Berchem een café. Later stapte hij in de handel van tweedehands auto's, maar ook daar kreeg hij uiteindelijk genoeg van. Daarna werkte hij jarenlang als vertegenwoordiger in de fietsenbranche. Na een lang ziekbed is Hoevenaars op 14 juni 1995 op 62-jarige leeftijd in Wilrijk overleden.

## Belangrijkste overwinningen
1955
- Berliner Rundfahrt, U23

1956
- Berliner Rundfahrt, U23
- Liège-Marche-Liège
- Eindklassement Ster van Ieper

1957
- 3de etappe deel a Ronde van Catalonië
- Omloop der drie Proviniciën
- Omloop van Midden-België

1958
- Eindklassement Rome-Napels-Rome
- Denderhoutem
- Omloop Mandel-Leie-Schelde

1959
- Omloop van Midden-België
- Waalse Pijl
- Zwevezele
- Omloop van het Westen

1960
- 1e etappe deel a Driedaagse van Antwerpen (met Luis Otaño Arcelus)
- 2e etappe Brussel - Sint-Truiden

1961
- Solesmes
- Florenville
- Schaal Sels
- Leuven
- 3de Belgisch kampioen op de weg, Elite

1962
- Omloop van Midden-België
- 3de Wereldkampioenschap op de weg, profs

1963
- Hoogstraten
- Sint-Amands

1964
- Omloop van Midden-Brabant
- Boom
- Hoogstraten
- Scheldeprijs Vlaanderen
- Berner Rundfahrt

1965
- Omloop der Zuid-West-Vlaamse Bergen
- Polder-Kempen

## Resultaten in voornaamste wedstrijden
| Jaar | Ronde van Italië | Ronde van Frankrijk | Ronde van Spanje |
| ---- | ---------------- | ------------------- | ---------------- |
| 1956 |                  |                     |                  |
| 1957 |                  |                     |                  |
| 1958 |                  | 10e                 |                  |
| 1959 | opgave           | 8e                  |                  |
| 1960 | 5e               | opgave              |                  |
| 1961 |                  | 11e                 |                  |
| 1962 | opgave           | 18e                 |                  |
| 1963 |                  | 23e                 |                  |
| 1964 | opgave           | opgave              |                  |
| 1965 |                  |                     |                  |

| Jaar | Milaan-San Remo | Ronde van Vlaanderen | Parijs-Roubaix | Luik-Bast.‑Luik | Ronde van Lombardije | Waalse Pijl | Gent-Wevelgem |  | WK op de weg |
| ---- | --------------- | -------------------- | -------------- | --------------- | -------------------- | ----------- | ------------- |  | ------------ |
| 1956 |                 |                      |                |                 |                      |             |               |  |              |
| 1957 |                 | 83e                  | 36e            |                 |                      |             |               |  |              |
| 1958 |                 | 60e                  |                | 14e             |                      |             | 58e           |  |              |
| 1959 |                 | 19e                  |                |                 | 21e                  | Goud        | Zilver        |  |              |
| 1960 | 60e             |                      | 24e            |                 | 18e                  |             |               |  |              |
| 1961 | 86e             |                      |                | 21e             | 11e                  |             |               |  |              |
| 1962 | 20e             | 15e                  |                | 11e             | 9e                   | 16e         | 53e           |  | ↑            |
| 1963 |                 |                      |                | 19e             |                      | 35e         |               |  |              |
| 1964 |                 |                      |                |                 | ↑                    |             |               |  |              |
| 1965 | 41e             |                      | 52e            |                 |                      |             |               |  |              |

Wielerploegen van Hoevenaars
Ambrosio ·
Bahamontes ·
Borcy ·
Bordin ·
Botella ·
Carizzoni ·
Clerici ·
Corrales ·
De Lathouwer ·
Decock ·
Derycke ·
Ernzer ·
van Est ·
Fornasari ·
Galdeano ·
Gaul ·
Gelabert ·
Graf ·
Hoevenaars ·
Hollenstein ·
Iturat ·
Kemp · 
Kerckhove ·
Keteleer ·
Luyten ·
Metra ·
Noyelle ·
Poblet ·
Ruiz ·
Schär ·
Schils ·
Schotte ·
Schroeders ·
Serra ·
Strehler ·
Van Der Helst ·
Van Looy ·
Vannitsen ·
Verhelst ·
Verplaetse ·
Vidaurreta
Borcy ·
Bordin ·
Botella ·
Bover ·
Chacón ·
Ciampi ·
Company ·
Decock ·
Derycke ·
Desmet ·
Emiliozzi ·
Ernzer ·
Fini ·
Fornasari ·
Galdeano ·
Gaul ·
Geers ·
Girardini ·
Gola ·
Graf ·
Grondelaers ·
Hoevenaars ·
Iturat ·
Kerckhove ·
Koblet ·
Luyten ·
Metra ·
Mostajo ·
Pacheco ·
Pavesi ·
Pellegrini ·
Ruiz ·
Scappini ·
Schär ·
Schils ·
Schroeders ·
Segú ·
Serra ·
Strehler ·
Trobat ·
Vandaele ·
Van Looveren ·
Van Looy ·
Verhelst ·
Verplaetse
Bahamontes ·
Blomme ·
Bolzan ·
Botella ·
Bover ·
Chiti ·
Ciampi ·
Company ·
Couvreur ·
Decock ·
Desmet ·
Emiliozzi ·
Ernzer ·
Fini ·
Fornasari ·
Galdeano ·
Gandolfi ·
Gaul ·
Gelhausen ·
Gillen ·
Girardini ·
Gola ·
Guarguaglini ·
Hoevenaars ·
Jiménez ·
Kerckhove ·
Loroño ·
Luyten ·
Manzaneque ·
Metra ·
Moreno ·
Mostajo ·
Pacheco ·
Paternoster ·
Pavesi ·
Pellegrini ·
Ruiz ·
Scappini ·
Schils ·
Schroeders ·
Serra ·
Strehler ·
Timoner ·
Vandaele ·
Van Gompel ·
Van Looveren · 

Van Looy ·
Verplaetse
Baudechon ·
Belmonte ·
Bertrán ·
Botella ·
Campillo ·
Company ·
Couvreur ·
Desmet ·
Fischerkeller ·
Galdeano ·
Hoevenaars ·
Impanis ·
Junkermann ·
Kerckhove ·
Loroño ·
Mas ·
Michiels ·
Moreno ·
Mostajo ·
Pacheco ·
Pérez ·
Schils ·
Schroeders ·
Sorgeloos ·
Theuns ·
Timoner ·
Utset · 
Van Looveren · 
Van Looy ·
Van Meenen ·
Verplaetse ·
Vloeberghs
Andries ·
Baert ·
Bels ·
Blavier ·
Borgmans ·
Bosmans ·
Buysse ·
Claeys ·
De Backer ·
De Boever ·
De Laet ·
Demunster ·
De Pauw ·
De Pré ·
Deleye ·
Deloof ·
Demaer ·
Denys ·
Depover · 
Despeghel ·
Devoldere ·
Dewitte ·
Doom ·
Duerinckx ·
Dussault ·
Englebert ·
Ertveldt ·
Favre ·
Flecy ·
Gosselin ·
Gräser (tot 31/05) ·
Hanssen ·
Heye ·
Heyvaert ·
Hoevenaars ·
Hooberghs ·
Hubar ·
Huyskens ·
Janssen ·
Kennedy (tot 25/06) ·
Lamote ·
Laroy ·
Ledru ·
Luyten ·
Machiels (tot 05/06) ·
McLennan ·
Meuleman ·
Michiels ·
Moxhet (tot 05/05) ·
Murray ·
Noyelle ·
Nulens ·
Pascal ·
Patteeuw ·
Planckaert ·
Reyers ·
Rijckaert (tot 05/05) ·
Roman ·
Rosseel ·
Saelens ·
Schaeken ·
Schaerlaeckens ·
Schellenberg ·
Schepens ·
Schmidt ·
Soenens ·
Strehler ·
Terryn ·
Tressider ·
Truye ·
Tuytens ·
Uytterhaegen ·
Van de Wiele ·
Van Eckhoudt ·
Van den Broeck · 
Van Holsbeke ·
Van Kerckhove ·
Van Ryssel ·
Vandaele ·
Vandecaveye ·
Vandersmissen ·
Vanhoutte ·
Vanthournout ·
Van Tieghem ·
Verheyden ·
Verpaelt ·
Verplaetse ·
Volckaert ·
Wislet (tot 05/05) ·
Zen
Baele ·
Baldasseroni ·
Beaufrère ·
Bracke ·
Cerami ·
Colette ·
Daems ·
Descombin ·
Duez ·
Forestier ·
Gabard ·
Gaignard ·
Gaul ·
Giscos ·
de Haan ·
Hamon ·
Hocquaux ·
Hoevenaars ·
Impanis ·
Kunde ·
Lach ·
Le Hec ·
Le Lan ·
Le Mellec ·
Lewicki ·
Mastrotto ·
Mathy ·
Monty ·
Morn ·
Nédélec ·
Paillier ·
Rentmeester ·
Robinson ·
Rohrbach ·
Ruby · 
Schoubben ·
Scob ·
Simon ·
Simpson ·
Tymen ·
Valdois ·
Vallée ·
Vanderveken ·
Vannitsen ·
Viot ·
Walryck ·
Wolfshohl
Andries ·
Aper ·
Binggeli ·
Blockx ·
Bocklant ·
Boonen ·
Boucquet ·
Brands ·
Cooreman ·
Corstjens ·
Couchez ·
De Loof ·
E. Demunster · 
L. Demunster ·
De Neef ·
Deloof ·
Deville ·
Dujardin ·
Eeckhout ·
Esprit ·
Eugen ·
Everaerts ·
Foré ·
Gekière ·
Gevaert ·
Goots ·
Haelterman ·
Haven ·
Heuvelmans ·
Hoevenaars ·
Jongen ·
Lauwers ·
Lenaers ·
Meert ·
Nolmans ·
Ongenae ·
Peelen ·
Planckaert ·
Post ·
Reybrouck ·
Roman ·
Rüegg ·
Samyn ·
Marcel Seynaeve ·
Michel Seynaeve ·
Suárez ·
Thull ·
Vandenberghe ·
Van Der Vloet ·
Van Poucke ·
Van Tongerloo ·
Vanclooster · 
L. Van Damme · 
R. Van Damme ·
Vandecaveye ·
Vanden Berghen ·
Vanhevel ·
Vanneste ·
van de Ven ·
Vannitsen ·
Vrancken · 
Vyncke ·
van der Vleuten ·
Zilverberg